# Alexander Nikolajewitsch Pypin

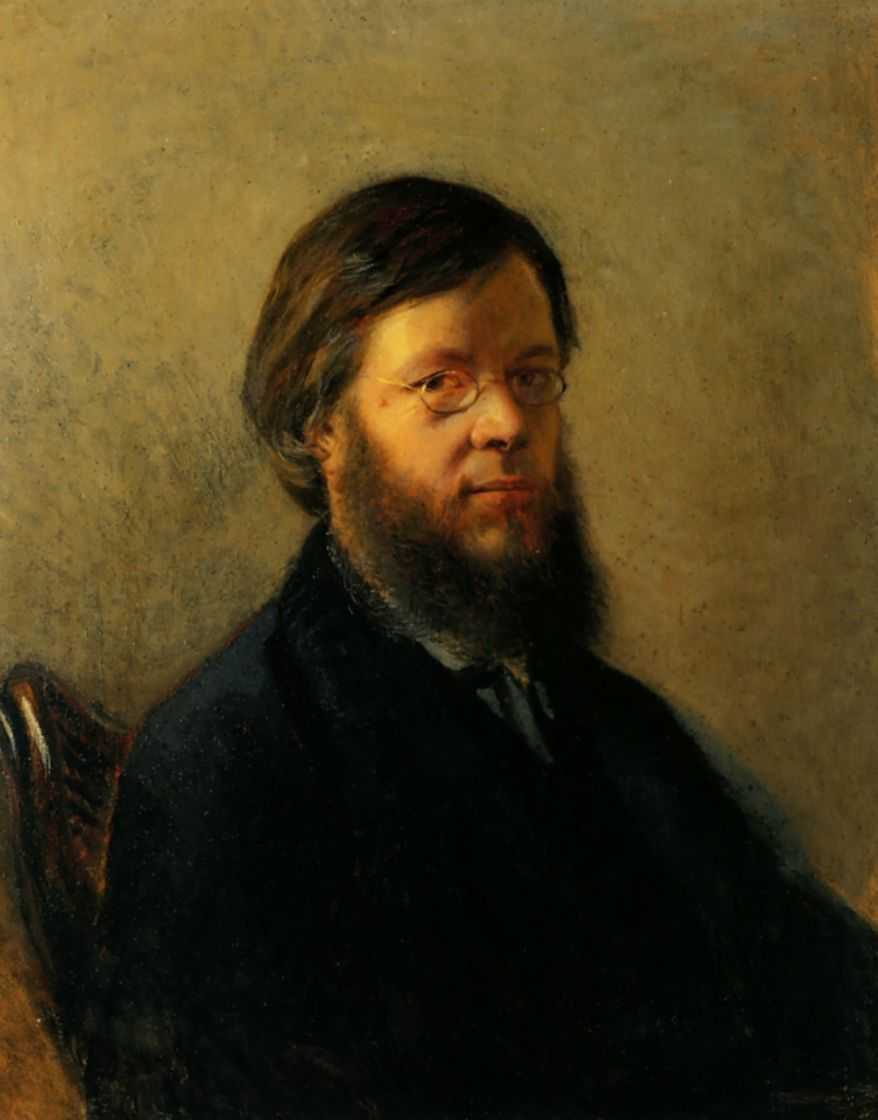
Pypin (1871)

Alexander Nikolajewitsch Pypin (russisch Александр Николаевич Пыпин, wiss. Transliteration Aleksandr Nikolaevič Pypin; * 25. Märzjul. / 6. April 1833greg. in Saratow; † 26. Novemberjul. / 9. Dezember 1904greg. in Sankt Petersburg) war ein russischer Literaturhistoriker und Ethnograf.

## Werdegang
Pypin studierte 1849 und 1850 allgemeine Literatur an der Universität Kasan, und dann von 1850 bis 1858 an der Universität Sankt Petersburg. In der darauf folgenden Zeit unternahm er diverse Studienreisen ins europäische Ausland, bis er 1860 Extraordinarius für allgemeine Literaturwissenschaft an der St. Petersburger Universität wurde. Im November des nächsten Jahres verzichtete er bereits auf diese Stelle aus Protest gegen die Interventionen der Regierung in interne Aufgabenbereiche der Universität. Ab 1862 arbeitete er als Schriftsteller sowie als Redakteur der Zeitschriften Sowremennik („Der Zeitgenosse“; bis zur Schließung 1866) und Westnik Jewropy („Bote Europas“). 1891 wurde er korrespondierendes und 1898 ordentliches Mitglied der Russischen Akademie der Wissenschaften.
Pypin war ein Cousin von Nikolai Gawrilowitsch Tschernyschewski und unterstützte dessen Familie während seiner Verbannung.

## Publikationen
- Das serbisch-wendische Schriftthum in der Ober- und Niederlausitz. F. A. Brockhaus, Leipzig 1884 (archive.org [abgerufen am 20. November 2012]).
- Meine Aufzeichnungen. Nebst den Abhandlungen: zwei Monate in Prag und Wjatscheslaw Hanka. Moskau 1910.
- Der Panslawismus in Vergangenheit und Gegenwart. Moskau 1913.
- Die geistigen Bewegungen in Russland in der ersten Hälfte des XIX. Jahrhunderts. 1. Band. Die russische Gesellschaft unter Alexander I. Aus dem Russischen übertragen von Boris Minzes. Autorisierte Übersetzung der 2. verm. Aufl., 1894 Digitalisat